# Stephen T. Kay
Pour les articles homonymes, voir Kay.
Stephen T. Kay (né en 1963 en Nouvelle-Zélande) est un acteur, réalisateur et scénariste américain.

## Filmographie

### comme acteur
- 1986 : The Zero Boys : Soldier #2
- 1992 : L'Arme fatale 3 (Lethal Weapon 3) : Movie Director
- 1963 : Hôpital central (General Hospital) (série télévisée) : Reginald Jennings (1992-present)
- 1993 : Angel 4: Undercover : Devon
- 1995 : Deadly Games (série télévisée) : Peter Rucker
- 1998 : October 22 : Singer
- 1999 : Mod Squad (The Mod Squad) : Bald Dude (Gilbert's Pal)
- 2000 : Get Carter : Man At Party
- 2001 : Angel Eyes de Luis Mandoki : Tony Pindella
- 2002 : Wasted (TV) : Counselor

### comme réalisateur
- 1994 : Two Over Easy
- 1997 : Suicide Club (The Last Time I Committed Suicide)
- 2000 : Get Carter
- 2002 : Six Bullets from Now
- 2002 : Wasted (TV)
- 2003 : Static
- 2004 : Les Fantômes de l'amour (TV)
- 2005 : The Commuters (TV)
- 2005 : Boogeyman
- 2005 : The Hunt for the BTK Killer (TV)
- 2010 : Cell 213
- 2011 : Le Fiancé aux deux visages (The Craigslist Killer) (TV)
- 2012 : 193 Coups de Folie (Blue-Eyed Butcher) (TV)

### comme scénariste
- 1994 : Two Over Easy
- 1997 : Suicide Club (The Last Time I Committed Suicide)
- 1999 : Mod Squad (The Mod Squad)
- 2014 : Lizzie Borden a-t-elle tué ses parents ? (Lizzie Borden Took an Ax)